# Nashville 420 1970
Nashville 420 1970 var ett stockcarlopp ingående i Nascar Grand National Series (nuvarande Nascar Cup Series) som kördes 25 juli 1970 på den 0,596 mile (959,170 meter) långa ovalbanan Nashville Speedway i Nashville i Tennessee. Totalt avverkades 250.320 miles (402.851 km) fördelat på 420 varv. Banunderlaget var asfalt. Loppet vanns av Bobby Isaac i en Dodge på tiden 2:50.47 körande för K&K Insurance Racing. Isaacs snitthastighet var 87,943 mph. Han var vid målgång ensam förare på ledarvarvet, två varv före tvåan Bobby Allison. Prispotten uppgick till 29 475 dollar, varav 3 310 dollar gick till segraren. 

## Resultat
| Plc     | Nr | Förare           | Team/ bilägare              | Konstruktör | Start | Varv | Ledda varv |
| ------- | -- | ---------------- | --------------------------- | ----------- | ----- | ---- | ---------- |
| 1       | 71 | Bobby Isaac      | K&K Insurance Racing        | Dodge       | 2     | 420  | 214        |
| 2       | 22 | Bobby Allison    | Bobby Allison Motorsports   | Dodge       | 8     | 418  | 0          |
| 3       | 06 | Neil Castles     | Neil Castles                | Dodge       | 16    | 394  | 0          |
| 4       | 24 | Cecil Gordon     | Gordon Racing               | Ford        | 15    | 391  | 0          |
| 5       | 70 | J.D. McDuffie    | McDuffie Racing             | Mercury     | 26    | 385  | 0          |
| 6       | 07 | Coo Coo Marlin   | Cunningham-Kelley           | Chevrolet   | 6     | 384  | 0          |
| 7       | 76 | Ben Arnold       | Arnolds Racing              | Ford        | 10    | 380  | 0          |
| 8       | 25 | Jabe Thomas      | Robertson Racing            | Plymouth    | 23    | 365  | 0          |
| 9       | 03 | Eddie Yarboro    | Eddie Yarboro               | Plymouth    | 36    | 338  | 0          |
| 10      | 30 | Dave Marcis      | Marcis Auto Racing          | Dodge       | 13    | 336  | 0          |
| 11      | 79 | Frank Warren     | Warren Racing               | Plymouth    | 25    | 318  | 0          |
| 12      | 77 | John Kenney      | Bob Freeman                 | Ford        | 29    | 242  | 0          |
| 13      | 10 | Bill Champion    | Champion Racing             | Ford        | 28    | 221  | 0          |
| 14      | 39 | Friday Hassler   | James Hanley                | Chevrolet   | 7     | 209  | 56         |
| 15      | 74 | Bill Shirey      | Bill Shirey                 | Plymouth    | 34    | 167  | 0          |
| 16      | 43 | Richard Petty    | Petty Enterprises           | Plymouth    | 3     | 154  | 134        |
| 17      | 8  | Ed Negre         | Negre Racing                | Ford        | 21    | 151  | 0          |
| 18      | 67 | Dick May         | Ron Ronacher                | Ford        | 19    | 139  | 0          |
| 19      | 57 | Johnny Halford   | Ervin Pruitt                | Dodge       | 27    | 111  | 0          |
| 20      | 45 | Raymond Williams | Seifert Racing              | Ford        | 31    | 78   | 0          |
| 21      | 02 | Dick Bown        | Ober Logging                | Plymouth    | 9     | 63   | 0          |
| 22      | 72 | Benny Parsons    | DeWitt Racing               | Ford        | 12    | 59   | 0          |
| 23      | 98 | LeeRoy Yarbrough | Junior Johnson & Associates | Ford        | 1     | 45   | 16         |
| 24      | 19 | Henley Gray      | Gray Racing                 | Ford        | 30    | 45   | 0          |
| 25      | 60 | Charlie Roberts  | Roberts Racing              | Dodge       | 32    | 39   | 0          |
| 26      | 26 | Earl Brooks      | Earl Brooks Racing          | Ford        | 14    | 35   | 0          |
| 27      | 4  | John Sears       | John Sears                  | Dodge       | 24    | 34   | 0          |
| 28      | 48 | James Hylton     | Hylton Engineering          | Ford        | 5     | 17   | 0          |
| 29      | 34 | Wendell Scott    | Scott Racing                | Plymouth    | 17    | 10   | 0          |
| 30      | 62 | Ron Keselowski   | K-Automotive Motorsports    | Dodge       | 22    | 8    | 0          |
| 31      | 97 | Lee Gordon       | Gordon Racing               | Ford        | 35    | 7    | 0          |
| 32      | 5  | Buddy Arrington  | Arrington Racing            | Dodge       | 11    | 5    | 0          |
| 33      | 54 | Bill Dennis      | Bill Dennis                 | Chevrolet   | 18    | 5    | 0          |
| 34      | 64 | Elmo Langley     | Langley-Woodfield Racing    | Mercury     | 33    | 3    | 0          |
| 35      | 32 | Dick Brooks      | Brooks Racing               | Plymouth    | 4     | 1    | 0          |
| 36      | 49 | G.C. Spencer     | GC Spencer Racing           | Plymouth    | 20    | 1    | 0          |
| Källor: |    |                  |                             |             |       |      |            |